# دانیل هاوارد
دانیل آلن هاوارد (انگلیسی: Daniel Allan Howard متولد ۱۳ دسامبر ۱۹۷۶ در کینگزکوت) بازیکن والیبال اهل استرالیا است. دانیل از سال ۱۹۹۴ تا سال ۲۰۰۸ عضو تیم ملی استرالیا بود. او در سال ۲۰۰۷ به عنوان باارزش ترین بازیکن قهرمانی آسیا دست یافت و در سال ۲۰۰۱ به عنوان بهترین مدافع میانی قهرمانی آسیا انتخاب شد و در سال‌های ۱۹۹۷، ۱۹۹۸، ۲۰۰۱، ۲۰۰۲ ۲۰۰۳ و ۲۰۰۴ به عنوان بازیکن سال استرالیا برگزیده شد. او همچنین سه فصل در تیم ورونا بازی کرده‌است.